# Aardbeving Sumatra januari 2012
De aardbeving op Sumatra van 11 januari 2012 had een momentmagnitude van 7,3.
Het epicentrum van de aardbeving lag ongeveer 400 kilometer zuidwestelijk van de stad Banda Atjeh die in het noorden van Sumatra ligt. De autoriteiten van Indonesië geven bij de meeste aardbevingen die krachtiger zijn dan 7,0 een tsunamiwaarschuwing.
De aardbeving vond plaats op een diepte van 29,1 km.